# El Khottab Al Bab
 (octobre 2011).
Si vous disposez d'ouvrages ou d'articles de référence ou si vous connaissez des sites web de qualité traitant du thème abordé ici, merci de compléter l'article en donnant les références utiles à sa vérifiabilité et en les liant à la section « Notes et références ».
El Khottab Al Bab (arabe : الخطاب على الباب), littéralement Les prétendants sont là, est une série télévisée tunisienne en arabe tunisien, en trente épisodes de 40 minutes diffusée durant les mois de ramadan 1996 et 1997 sur TV7.
Cette comédie dramatique traite le changement entre la vie traditionnelle et la vie moderne dans l'habitation, les événements familiaux et les emplois. L'humour utilisé dans plusieurs séquences fait en sorte que ce feuilleton a un aspect comique.

## Synopsis

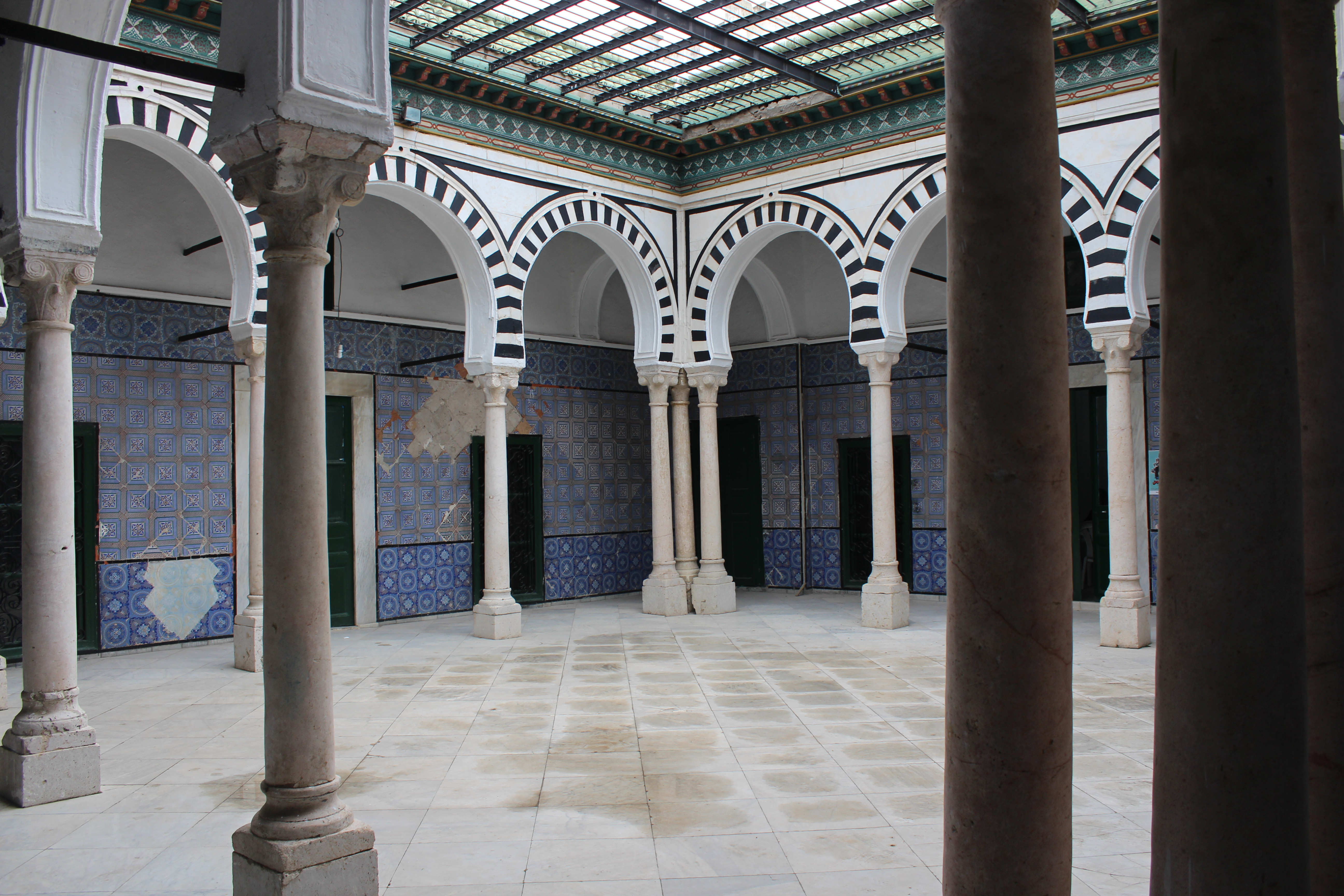
Dar Lasram 2, demeure ou les deux saisons d’El Khottab Al Bab ont été filmées.

L'histoire se passe dans Dar Lasram 2, une maison dans la médina de Tunis, place Ramadhan Bey, pendant le mois de ramadan. Chedly Tammar, doyen de la famille et riche propriétaire terrien, vit avec sa famille dans une maison bourgeoise de type arabo-musulmane. Il descend d'une famille tunisoise de l'ancienne notabilité.
Son fils adoptif Kmaïer fait une fugue après avoir été giflé par Safiya, épouse de Chedly. Des malentendus s'instaurent entre Chedly et Safiya, qui décide de travailler et tombe enceinte à l'âge de 47 ans. Sa fille Fatma, au cours de l'année de son baccalauréat, vit une histoire d'amour avec Ahmed, un universitaire qui appartient à une famille de propriétaires originaires des environs de Béja et qui demande sa main. Son autre fille Souad et son époux Mongi connaissent des problèmes pour garder leur fils Nabil âgé de deux ans. Othman, l'employé de Chedly, demande la main de Hadda, la domestique des Tammar. Cheikh Tehifa, l'oncle de Safiya, personnage le plus comique du feuilleton, est l'invité des Tammar et veut aussi épouser Hadda.
Dans la deuxième saison, Safiya donne naissance à un garçon prénommé Mohamed Ali ; elle gère une entreprise de textile. Cheikh Tehifa essaie d'intervenir par la magie sur les comportements de Hadda pour qu'elle se sépare d'Othman et l'épouse. Cette dernière est contrariée par Othman qui oublie de la contacter pendant une longue période. Fatma devient jalouse de Raoudha, une journaliste qui tente de séduire Ahmed. Après la mort de son grand-père, Ahmed veut vendre toutes ses propriétés mais sa mère s'irrite. Ilyes, jeune homme et cousin de Safiya, passe chez les Tammar le mois de ramadan pendant lequel il vole des objets de la maison et mène des opérations illégales dans l'entreprise textile de Safiya, au bénéfice de Lamine, un homme d'affaires qui achète les monuments les plus importants du faubourg et fait son possible pour acheter le café de Slouma et de sa cousine Néjia. Néjia refuse l'offre et connaît des problèmes avec son cousin. Lamine veut aussi acheter la demeure de Baya, une maison ancienne et bourgeoise ; Baya qui a des problèmes de stérilité accepte pour avoir des enfants. Les Tammar soupçonnent Kmaïer d'avoir volé des objets de la maison ; il s'emporte et quitte finalement la maison.

## Distribution
| Personnage                                     | Rôle                                                                                  | Interprète           | Saison   | Saison    |
| Personnage                                     | Rôle                                                                                  | Interprète           | Régulier | Récurrent |
| ---------------------------------------------- | ------------------------------------------------------------------------------------- | -------------------- | -------- | --------- |
| Mannana Tammar                                 | Veuve d'un riche propriétaire terrien de la notabilité tunisoise                      | Mouna Noureddine     | 1 à 2    |           |
| Chedly Tammar                                  | Fils de Mannana, riche propriétaire terrien et doyen de la famille Tammar             | Raouf Ben Amor       | 1 à 2    |           |
| Safiya Tehifa                                  | Épouse de Chedly, femme au foyer puis cheffe d'une entreprise de textile              | Samia Rhaiem         | 1 à 2    |           |
| Hédi Tehifa, alias Cheikh Tehifa               | Oncle de Safiya, clarinettiste et retraité de la municipalité                         | Abdelhamid Guayas    | 1 à 2    |           |
| Fatma Tammar                                   | Fille benjamine de Chedly et Safiya, lycéenne puis universitaire                      | Ramla Ayari          | 1 à 2    |           |
| Ahmed Taouab                                   | Universitaire et poète de Béja, célibataire puis fiancé de Fatma                      | Nejib Belkadhi       | 1 à 2    |           |
| Hadda, alias Moufida                           | Femme de ménage qui travaille chez les Tammar                                         | Naïma El Jeni        | 1 à 2    |           |
| Othman Agha, alias Othman Dey                  | Proche des Taouab, employé chez Chedly puis propriétaire terrien et fiancé de Hadda   | Ahmed Snoussi        | 1 à 2    |           |
| Kmar Zmen Missaoui, alias Kmaïer ou Staïech    | Ancien voleur, fils adoptif de Chedly et Safiya                                       | Fayçal Bezzine       | 1 à 2    |           |
| Naïma, alias Naïma El Ghoula ou Naïma El Kahla | Matelassière puis ouvrière chez Safiya                                                | Sihem Msadek         | 1 à 2    |           |
| Salih                                          | Menuisier, ami de Kmaïer                                                              | Slah Msadek          | 1 à 2    |           |
| Baya Nhaisi                                    | Nièce de Mannana, ex-fiancée de Chedly, divorcée puis épouse de Salih                 | Jouda Najah          | 2        | 1         |
| Souad Tammar                                   | Fille ainée de Chedly et Safiya, médecin                                              | Dorsaf Mamlouk       | 1 à 2    |           |
| Mongi                                          | Archéologue de Bizerte, époux de Souad                                                | Fethi Mselmani       | 1 à 2    |           |
| Ridha, alias Haffa                             | Ancien voleur puis serveur de café, ami de Kmaïer                                     | Jamel Sassi          | 1 à 2    |           |
| Abouda                                         | Employé chez Salih, ami de Kmaïer                                                     | Riadh Nahdi          | 1 à 2    |           |
| Ilyes, alias Layes Laslousa                    | Neveu du cheikh Tehifa par sa sœur                                                    | Hatem Ben Rabah      | 2        |           |
| Néjia Derbela                                  | Femme au foyer divorcée, voisine des Tammar et copropriétaire d'un café, amie de Baya | Aziza Boulabiar      |          | 1 à 2     |
| Mounira                                        | Femme au foyer, voisine des Tammar et amie de Néjia et Baya                           | Khadija Ben Arfa     |          | 1 à 2     |
| Béhija                                         | Femme au foyer, voisine des Tammar et amie de Néjia et Baya                           | Fatma Bahri          |          | 1 à 2     |
| Abdessattar, alias Stoura                      | Retraité de la poste, époux de Béhija                                                 | Cherif Labidi        |          | 1 à 2     |
| Slouma Derbela                                 | Cousin de Néjia, copropriétaire d'un café et ami d'Abdessattar                        | Slim Mahfoudh        |          | 2         |
| Tidjani, alias Kalsita                         | Propriétaire d'une friperie, ami de Chedly                                            | Romdhan Chatta       |          | 1 à 2     |
| Mustapha                                       | Coiffeur, ami de Chedly et Tidjani                                                    | Moncef Kort          |          | 1         |
| Zohra Taouab                                   | Mère d'Ahmed Taouab, veuve                                                            | Najiba Ben Amer      |          | 1 à 2     |
| Lamine                                         | Homme d'affaires et nouveau riche, ami d'Abdessattar                                  | Mohamed Kouka        |          | 2         |
| Raoudha                                        | Journaliste, amie de Haffa et Abouda                                                  | Rim Riahi            |          | 2         |
| Sihem Baouab                                   | Lycéenne de Sousse, amie proche de Fatma                                              | Olfa Troudi          |          | 1         |
| Sami Baouab                                    | Cousin puis fiancé de Sihem                                                           | Zouhair Erraies      |          | 1         |
| Hadj Mohamed Baouab                            | Grand-père de Sihem et Sami                                                           | Rachid Gara          |          | 1         |
| Hadj Mohamed Taouab                            | Grand-père d'Ahmed, oncle d'Othman                                                    | Chedly Zaâra         |          | 1         |
| Hattab                                         | Frère de Naïma El Ghoula, sourd-muet                                                  | Faouzi Kachroud      |          | 1 à 2     |
| Mansour                                        | Épicier près des Tammar                                                               | Fathi Akkari         |          | 2         |
| Lotfi                                          | Pâtissier près des Tammar                                                             | Mohamed Mamdouh      |          | 2         |
| Fadhila                                        | Sœur de Salih, divorcée                                                               | Dalila Meftahi       |          | 2         |
| M'na Tehifa                                    | Tante de Safiya, sœur de Cheikh Tehifa et mère d'Ilyes ; elle vit à Paris             | Jalila Borhane       |          | 2         |
| Hajda Saida                                    | Vendeuse de vêtements et cheffe d'une entreprise de textile                           | Amel Baccouche       |          | 1         |
| Hajda Monjia                                   | Responsable du stock à l'entreprise de Safiya                                         | Mounira Ben Arfa     |          | 2         |
| Habiba                                         | Femme au foyer, voisine des Tammar                                                    | Dalenda Abdou        |          | 1         |
| Lamjed                                         | Artisan de chéchias, divorcé de Néjia                                                 | Abdelghani Ben Tara  |          | 2         |
| Feïza                                          | Responsable d'atelier à l'entreprise de Safiya                                        | Samia Ayari          |          | 2         |
| Mourad                                         | Ami de Kmaïer                                                                         | Hichem Mougou        |          | 1 à 2     |
| Boumnijel                                      | Employé chez Mongi sur le site archéologique                                          | Lamine Nahdi         |          | 2         |
| Nabil                                          | Fils de Souad et Mongi                                                                | Mohamed Habib Chaâri |          | 1 à 2     |

## Fiche technique
- Réalisateur : Slaheddine Essid
- Scénario et dialogues : Ali Louati
- Musique du générique : Hammadi Ben Othman
- Image : Skander Ben Slimene
- Décoratrice : Alia Bouderbala Beschaouch